# Zerain
Zerain è un comune spagnolo di 276 abitanti situato nella comunità autonoma dei Paesi Baschi.

## Società

### Evoluzione demografica
Abitanti censiti

### Lingue e dialetti
Il dialetto basco locale appartiene alla variante gipuzkoana. Nel 2016, il 93% della popolazione era euskaldun ("bascofona").

## Amministrazione
Dalla Transizione spagnola ad oggi, le persone che hanno ricoperto la carica di sindaco (in basco alkatea, in spagnolo alcalde) sono state le sueguenti:
| Periodo | Periodo   | Primo cittadino                            | Partito                        | Carica  | Note |
| ------- | --------- | ------------------------------------------ | ------------------------------ | ------- | ---- |
| 1979    | 1995      | Antonio Garcia Aguirre                     | Indipendente                   | Sindaco |      |
| 1995    | 2007      | Antonio Garcia Aguirre                     | Zerain Herri Kandidatura       | Sindaco |      |
| 2007    | 2013      | Jose Manuel Oria                           | Zerain Herri Kandidatura       | Sindaco |      |
| 2013    | 2015      | Jose Manuel Oria                           | Indipendente                   | Sindaco |      |
| 2015    | 2019      | Miren Arantzazu Ruiz de Larrinaga Olaizola | Euskal Herria Bildu (EH Bildu) | Sindaca |      |
| 2019    | in carica | Amaia Junquera Landeta                     | EH Bildu                       | Sindaca |      |